# Cochlianthus montanus
Cochlianthus montanus är en ärtväxtart som först beskrevs av Friedrich Ludwig Diels, och fick sitt nu gällande namn av Hermann August Theodor Harms. Cochlianthus montanus ingår i släktet Cochlianthus, och familjen ärtväxter. Inga underarter finns listade i Catalogue of Life.